# Cyclone Gonu
Le cyclone Gonu, nommé Cyclone 02A de 2007 par le Joint Typhoon Warning Center, a été le plus fort cyclone tropical enregistré dans la mer d'Arabie, et à égalité pour le plus fort cyclone enregistré dans le Nord de l'océan Indien. Deuxième cyclone tropical de la saison cyclonique 2007 dans le Nord de l'océan Indien, Gonu est né à partir d'une zone persistante de convection dans l'est de la mer d'Arabie le 1er juin. Bénéficiant d'un environnement favorable de haut niveau et de températures élevées à la surface des eaux, il s'intensifia jusqu'à atteindre un maximum des vents à 240 km/h le 3 juin, comme le signala le service météorologique indien (IMD). Gonu s'affaiblit après qu'il tomba sur des eaux plus froides et un air plus sec, et le 5 juin, il atteignit les terres sur l'extrémité la plus à l'Est d'Oman, devenant le plus fort cyclone tropical à frapper la péninsule Arabique.
Des cyclones intenses comme Gonu sont extrêmement rares sur la mer d'Arabie, puisque la plupart des tempêtes dans la région ont tendance à être de petite taille et de se dissiper rapidement. Le nom Gonu vient de la liste des noms pour l'océan Indien nord suggéré par les Maldives. Il signifie « sac fait de feuilles de palmiers » en maldivien.
Le cyclone provoqua près de 4 milliards $US de dégâts (2007) et la mort de 50 personnes à Oman, où le cyclone fut considéré comme la pire catastrophe naturelle qu'ait connue le pays. Gonu causa de fortes pluies près du littoral oriental, atteignant 610 mm. Ces pluies causèrent des inondations et de lourds dégâts. En Iran, le cyclone provoqua 23 morts et 215 millions $US de dégâts (2007).

## Évolution météorologique
Le système tropical a été suivi par deux centres spécialisés. Le premier est le service météorologique indien qui est un des centres météorologiques régionaux spécialisés chargés par l'Organisation météorologique mondiale de suivre et de nommer les cyclones dans le Nord de l'Océan Indien. Le second est le Joint Typhoon Warning Center, un centre de prévision inter-armes de l'US Navy et l'US Air Force qui surveille ces mêmes systèmes pour les bases américaines à travers le Pacifique et l'Océan Indien. La nomenclature de ces deux organismes diffère et c'est pourquoi la description de l'évolution de Gonu ci-dessous peut paraître contradictoire selon le centre cité. On peut retrouver la description des termes utilisés dans l'article « Nomenclature des cyclones tropicaux ».
Le 27 mai, une large zone de convection persistait au-dessus de la partie sud-est de la mer d'Arabie. Le 31 mai, une perturbation tropicale émergea de cet amas à environ 645 km au sud de Bombay en Inde avec une circulation cyclonique et une organisation bien définie des orages aux niveaux moyens de l'atmosphère. Elle manquait cependant d'une circulation notable en surface, seulement une zone de divergence le long de la partie sud-ouest d'un creux barométrique.
Un faible cisaillement des vents avec l'altitude permis à la convection atmosphérique d'augmenter et le 1er juin, une circulation de surface est apparue et plus tard en journée, le système a été classé dépression tropicale par le service météorologique indien (IMD)
. Cette dernière se déplaça vers le sud-ouest, en périphérie d'une crête barométrique se trouvant sur le sud de l'Inde et sa convection devint plus organisée de telle sorte que tôt le 2 juin, le Joint Typhoon Warning Center la reclassa tempête tropicale 02A alors qu'elle se trouvait à 685 km au sud-ouest de Bombay. Le cyclone se trouvait à cet endroit dans une zone relativement sèche en altitude dans son quadrant nord-ouest ce qui permet aux parcelles d'air en ascension dans les orages de se mélanger avec l'air ambiant, limitant la hauteur des sommets orageux et le développement des systèmes tropicaux. Les services météorologiques espéraient donc un frein à l'intensification du système. Mais tel ne fut pas le cas et le service météorologique indien la reclassa d'abord comme une Dépression tropicale profonde, puis comme la Tempête cyclonique Gonu à 760 km de Bombay (équivalent à Tempête tropicale),.
Un creux barométrique qui s'était développé sur le Pakistan fit tourner Gonu vers le nord puis le nord-est mais la trajectoire se ré-incurva vers l'ouest après la rencontre d'une crête sur son flanc nord. Avec la zone orageuse en intensification, la pression centrale de Gonu plongea rapidement et il devint une Tempête tropicale sévère tôt le 3 juin. Avec un fort flux sortant en altitude, le JTWC le reclassa au niveau de cyclone tropical équivalent de la catégorie 1 de l'échelle de Saffir-Simpson. En continuant le long de l'axe d'une crête barométrique d'altitude, Gonu rencontra une température de surface de la mer plus élevée. Son développement se continua et un œil apparut au centre du système.

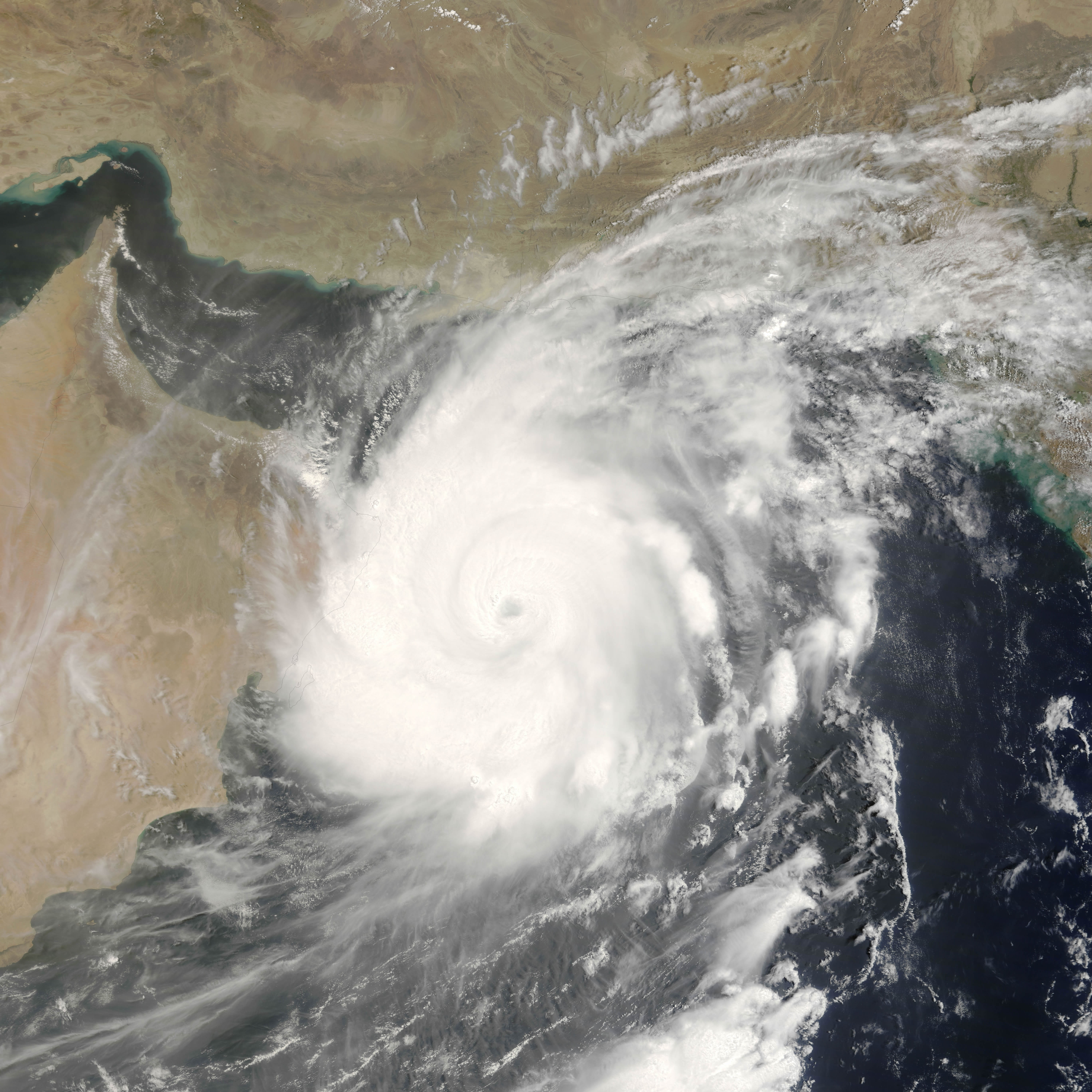
Gonu à son maximum approchant d'Oman

Tard le 3 juin, l'IMD qualifia Gonu de Tempête cyclonique très sévère, équivalent à un cyclone de catégorie 5 dans l'échelle de Saffir-Simpson, ce qui en fait le plus intense cyclone tropical de l'histoire de la mer d'Arabie. Sa position était alors à 285 km à l'est-sud-est de l'île de Masirah et ses vents soutenus sur une minute de 260 km/h avec des rafales à 315 km/h selon le JTWC. Selon les estimations de sa pression, Gonu égalait le record d'intensité dans le Nord de l'océan Indien pour un cyclone tropical. Le service météorologique indien lui donna le qualificatif de Super tempête cyclonique tard ce même jour alors que les vents estimés étaient de 240 km/h et la pression centrale de 920 hPa.
Gonu maintint ces vents durant environ 9 heures puis l'IMD le reclassa à la baisse en tant que Tempête cyclonique très sévère le 5 juin. Son œil se remplit de nuages et devint moins marqué. Le cyclone s'affaiblit ainsi graduellement en continuant sa route vers le nord-ouest en passant sur des eaux plus froides et dans une masse d'air plus sèche. À cause des frottements avec le terrain en Oman, le cœur de convection profonde s'affaiblit rapidement et quatre heures plus tard, les vents ne soufflaient plus qu'à95 km/h.
Même si les vents ont continué de diminuer à cause des frottements, l'organisation du système s'améliora légèrement juste avant que le centre de Gonu touche terre et il maintint une circulation bien définie à bas niveau ainsi qu'un faible œil. Après être sorti de la mer d'Arabie, le système s'intensifia un peu mais un cisaillement des vents plus important et l'entraînement d'air sec venant de la péninsule Arabique ont continué à inhiber la convection profonde dans le quadrant Est de Gonu. Selon le service indien, le cyclone Gonu traversa le pointe Est d'Oman, ce qui en fait le cyclone tropical le plus intense à frapper la péninsule Arabique. Le 6 juin, le cyclone tourna vers le nord-nord-ouest quand un creux barométrique affaiblit la crête qui le dirigeait jusqu'alors et plus tard ce jour-là, le JTWC le déclassa vers le niveau de tempête tropicale. Le service indien fit de même en le ramenant à Tempête cyclonique sévère et plus tard à Tempête cyclonique le 7 juin. Gonu traversa la côte de Makran en Iran six heures plus tard et le service indien arrêta ses messages d'avertissements.

## Préparatifs
Le directeur du comité national de sécurité civile d'Oman mentionna que le pays avait un plan d'urgence en cas de désastres qui incluait un déploiement des unités de l'armée et de la police après le passage de la tempête. Comme des dommages importants étaient à prévoir, spécialement dans la partie nord-est du pays, à cause d'accumulations de pluie jusqu'à 155 millimètres et de vents violents, les autorités recommandèrent aux citoyens d'évacuer les zones à risque et environ 7 000 personnes furent forcées d'évacuer l'Île de Masirah en prévision de l'arrivée des vents et de l'onde de tempête associés au cyclone. En tout, plus de 20 000 personnes convergent vers des abris d'urgence mis à leur disposition par le gouvernement. L'état d'urgence fut proclamé dans tout le pays et le service météorologique d'Oman prédit que le cyclone serait pire que celui qui avait frappé le même secteur en 1977,. Le terminal pétrolier de Mina al Fahal fut fermé durant trois jours, les bureaux gouvernementaux pour deux et un congé national de cinq jours fut décrété. La plupart des commerces près de la côte fermèrent même avant cette annonce. L'aéroport international de Mascate retarda tous les vols après 20h TU le 5 juin.
En Arabie saoudite et Émirats arabes unis, tous deux membres de OPEP, aucun avertissement officiel ne fut lancé pour le cyclone Gonu car la trajectoire de la tempête ne devait pas affecter les opérations pétrolières de ces deux nations. Les prix de l'or noir augmenta légèrement le 5 juin à cause des craintes d'interruption des approvisionnements par le cyclone et la menace de grèves au Nigeria, le plus gros producteur d'Afrique. La hausse pour les livraisons en juillet fut de 1,13 $US, soit 1,7 pour cent, pour être de 66,21 $US ce lundi sur le New York Mercantile Exchange. Il s'agissait du prix le plus élevé depuis le 21 mai. Le prix redescendit à 65,95 $US le baril après la fermeture des marchés sur les échanges en ligne à 9h43 du matin mardi à Singapour. Tom Kloza, l'analyste en chef de Oil Price Information Service doutait que l'augmentation soit vraiment due au cyclone.
Au Pakistan, les autorités ont recommandé aux pêcheurs de rester à l'intérieur de 50 km des côtes pour éviter les hautes vagues en mer. Les États-Unis ont averti leurs navires de se tenir loin de la trajectoire du cyclone dans la mer d'Arabie. Le service météorologique d'Iran envoya une alerte cyclonique pour la côte sud-est du pays à propos des pluies diluviennes et des vents. On évacua environ 40 000 personnes à au moins 1 km des côtes, dont 4 000 qui se trouvaient à l'université internationale de Chabahar. Tous les vols ont été annulés durant quarante-huit heures à l'aéroport Konarak de Chabahar et tous les hôpitaux de la province de Sistan-o-Balouchestan ont été mis en alerte. Le Croissant-Rouge iranien a distribué du matériel de secours en prévision de l'arrivée de Gonu.

## Impacts

### Inde
Le cyclone Gonu retarda l'arrivée de la mousson d'été dans la région des Ghâts occidentaux dans le sud-ouest de l'Inde.

### Oman

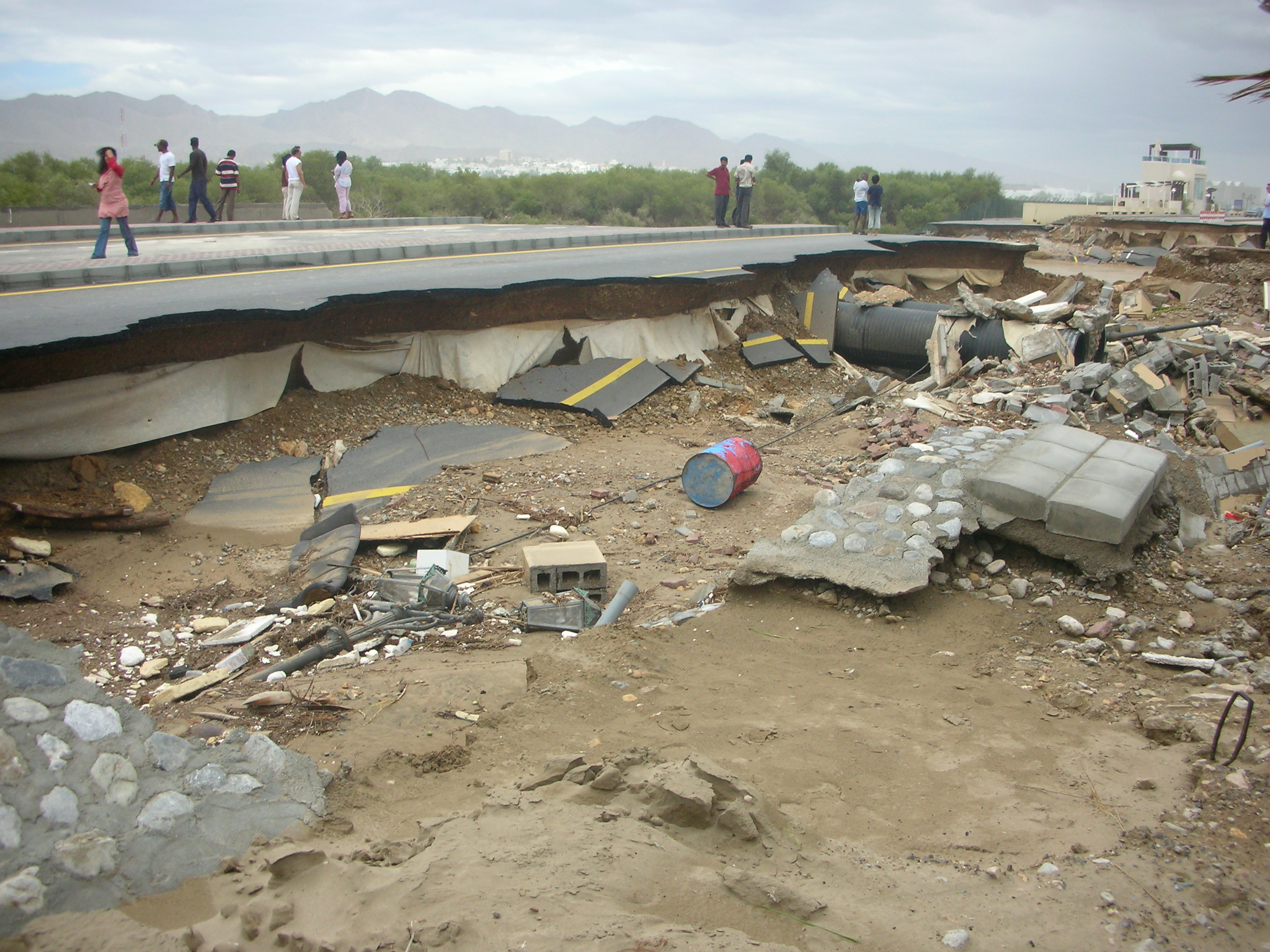
Dommage à Mascate par Gonu

Sept heures avant l'arrivée de Gonu sur la pointe nord-est d'Oman, les grosses vagues et de fortes pluies commencèrent. Le total de précipitations atteignit 610 millimètres près de la côte. Les vagues et l'onde de tempête inondèrent le littoral de la plus grande partie du pays,. Les vents renversèrent les lignes téléphoniques et les poteaux d'alimentation électrique dans tout l'est d'Oman, endommagèrent les bâtiments et les infrastructures. La ville de Sur et le village de Ras al Hadd, sur la pointe Est, furent particulièrement touchés. À Mascate, les vents ont atteint 100 km/h, laissant la capitale d'Oman sans électricité, les vagues ont inondé les rues et quelques édifices. Les policiers ont envoyé des messages aux résidents par courrier électronique afin qu'ils évitent les rues pour ne pas être électrocutés à cause des fils tombés.
Du côté des champs pétrolifères, on ne rapporta que peu de dommages. Le port méthanier de Sur, qui transborde dix millions de tonnes annuellement, fut sérieusement endommagé et on a dû le fermer temporairement.

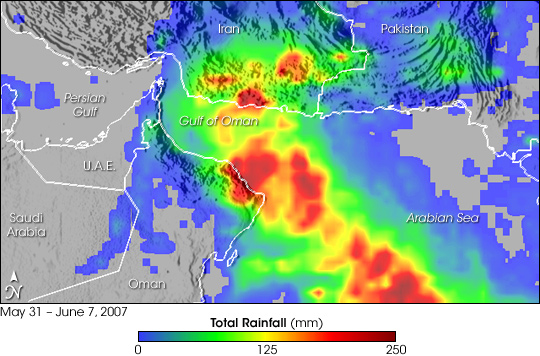
Totaux des accumulations de pluie dans le golfe d'Oman entre le 31 mai et le 7 juin 2007, estimées par le satellite météorologique TRMM. Les zones en rouge représentent plus de 200 mm

Selon l'Agence de nouvelle d'Oman, le cyclone a tué quarante-neuf personnes et vingt-sept étaient manquantes dans le pays, quatre jours après les événements. Environ 20 000 furent affectées et les dommages matériels s'élevaient à environ 4 milliards $US, le pire désastre naturel de l'histoire du pays.

### Émirats arabes unis
Des vagues de dix mètres ont balayé la côte près de Fujaïrah aux Émirats arabes unis, forçant la fermeture des routes y passant, entre autres la route de Kalba à Fujairah. La sécurité civile et la police supervisèrent ces fermetures et les travailleurs municipaux mirent en place des pompes pour résorber l'inondation. Une douzaine de bateaux de pêche ont été détruits et trois embarcations furent poussées dans les terres ou vidées de leurs équipements. Le port de Fujairah subit des dégâts très importants et un navire coula près du port avec les dix passagers à bord portés disparus.

### Iran
En Iran, on compte vingt-trois morts dues à Gonu, incluant vingt noyades. Les dommages matériels s'élevèrent à 2 milliards Rials (2007) (216 millions $US). Gonu fit subir des pluies de modérées à fortes dont 74 mm à Chabahar. Des vents de 111 km/h firent des bris au réseau électrique et aux maisons en briques de grès ce qui causa des pertes de courant et des incendies,. Au moins quarante maisons ont été inondées et plusieurs routes importantes ont été coupées,. L'onde de tempête fut de 2 mètres par endroits inondant plusieurs maisons le long de la côte,.
À Bandar-e-gaz, la rivière est sortie de son lit, tuant trois personnes prises dans les flots avec leur véhicule. Un barrage dans le comté de Nikshahr fut endommagé par la crue également.

## Épilogue
L'aéroport international de Mascate (Oman) rouvrit trois jours après la tempête et le port de Fujairah (EAU) la journée suivant le passage de Gonu. L'impact fut minime sur les installations pétrolières et les prix du brut retombèrent rapidement de 2 $US le baril
. Les deux usines de désalinisation de l'eau de mer en Oman furent mises hors-service temporairement, la première à Ghubrah par arrêt d'alimentation en gaz naturel et la seconde à Barka à cause de dommages par inondation. Comme elles alimentent en eau potable les 631 000 habitants de Mascate et des alentours, les autorités durent utiliser les réservoirs de secours. Les usines retournèrent en production cinq jours plus tard. Les pannes électriques nécessitèrent un travail jour et nuit et cinq jours après Gonu, le courant était revenu dans la plupart des régions de l'Est d'Oman.
L'armée d'Oman assista les évacués à retourner à leurs maisons. Le gouvernement ne fit pas de demande aux organismes internationaux pour recevoir de l'aide mais les États-Unis offrirent les services de navires de la US Navy, ce qui fut décliné. Les pertes en exportation de pétrole sont estimées en Oman à environ 200 millions $US (2007).
Le Croissant-Rouge iranien et ses volontaires travaillèrent en collaboration avec l'armée pour distribuer les vivres et le matériel. Dans les zones reculées, des hélicoptères furent utilisées. Dans la province de Sistan-o-Balouchestan, 10 000 couvertures, 1 300 tentes, 400 vêtements, 82 000 pains et 87 000 bouteilles d'eau furent distribuées.

### Source
- (en) Cet article est partiellement ou en totalité issu de l’article de Wikipédia en anglais intitulé « Cyclone Gonu » (voir la liste des auteurs).